# Игњатије
Игњатије је мушко име латинског порекла (лат. Igantius), које потиче од латинске речи ignis, што значи „огањ“ (српски облик би био Огњен). Женски парњак имена је Игњатија.
Игнац (мађ. Ignác) је облик који се користи у мађарском језику. Женски парњак имена је Игнација (мађ. Ignácia).

## Варијације
- Игнасио (шп. Ignacio)
- Ињиго (шп. Íñigo)
-

## Имендани
- 1. фебруар
- 31. јул
- 1. септембар
- 3. октобар
- 17. октобар
- 23. октобар
- 20. децембар

## Познате личности
- Игњатије Антиохијски
- Игњатије Ростовски
- Игнасио де Лојола
- Игњатије (митрополит херцеговачки)